# Hovstall
Hovstall avser ett stall tillhörande ett hov ansvarigt för dess hästhållning, men i modern tid vanligen även dess motorfordon. Begreppet kan avse såväl verksamheten som dess byggnad(er).

## Kungliga hovstall (urval)
- H.M. Konungens hovstall (Sverige)
- De Kongelige Stalde (Danmark)
- The Royal Mews Department (Storbritannien)
- Påvens hovstall (Vatikanen)[1]